# Sirahocko
Sirahocko (Pauxi koepckeae) är en akut utrotningshotad hönsfågel i familjen trädhöns som enbart förekommer i ett bergsområde i Peru.

## Utseende och läten
Sirahockon är en stor (85–95) och svart trädhöna med en lång kask i pannan. Undergumpen och stjärtspetsen är vit. Den har lysande röd näbb och en ljusblå kask som både är kortare och rundare än hornhockons. Benen är normalt ljusröda men gulaktiga hos hanen under häckningstid. Honan liknar hanen men har också en rostfärgad färgmorf. Sången består av tre till fyra djupa, dånande toner som upprepas var fjärde sekund, den första tonen ljudligast. Varningslätet beskrivs som ett tvåstavigt, explosivt "k-sop".

## Utbredning och systematik
Fågeln återfinns enbart i Anderna i sydöstra Peru (Cerros del Sira). Den behandlas som monotypisk, det vill säga att den inte delas in i några underarter. Tidigare betraktades den som en underart till hornhocko (P. unicornis).

## Status och hot
IUCN kategoriserar arten som akut hotad. Världspopulationen uppskattas till endast mellan 50 och 250 vuxna individer. Den tros också minska kraftigt i antal till följd av jakt och habitatförstörelse.

## Namn
Fågelns vetenskapliga artnamn hedrar Maria Emilia Ana Koepcke (född Mikulicz-Radecki, 1924–1971), tysk ornitolog verksam i Peru 1949–1971.